# JFC (компания)
JFC (Joint Fruit Company) — российская торговая компания, специализировавшаяся на импорте фруктов в Россию.

## История
Компания JFC была основана в 1994 году предпринимателем Владимиром Кехманом. С момента начала работы основной конкурентной стратегией фирмы являлось построение полного производственного цикла ввоза и хранения фруктов: JFC формировала собственный рефрижераторный флот, покупала плантации в Эквадоре, а в России запускала камеры газации бананов и специально оборудованные склады, позволявшие оптимальным образом организовать доставку фруктов розничным сетям.
Понесла значительные убытки в 2011 году в ходе арабской весны, связанные с разрывом деловых связей, потерей рынков и невозвратом кредитов. 20 февраля 2012 года подала заявление с требованием признать себя банкротом в Арбитражный суд Санкт-Петербурга и Ленинградской области.
В сентябре 2015 года компания признана банкротом.